# История с акули
„История с акули“ (на английски: Shark Tale) е американска компютърна анимация от 2004 г. продуцирана от DreamWorks Animation и е разпространена от DreamWorks Pictures. Режисиран от Вики Дженсън, Бибо Бергерон и Роб Литърман (режисьоркия дебют на Литърман), озвучаващия състав се състои от Уил Смит, Джак Блек, Робърт Де Ниро, Рене Зелуегър, Анджелина Джоли и Мартин Скорсезе. Другите гласове включват Зиги Марли, Дъг Е. Дъг, Майкъл Империоли, Винсънт Пасторе, Питър Фолк, Кевин Полак и Кейти Корик.
Премиерата на филма се състои във Филмовия фестивал във Венеция на 10 септември 2004 г. и е пуснат в Съединените щати на 1 октомври 2004 г. Номиниран е за „Оскар“ в категорията за най-добър пълнометражен анимационен филм.

## Актьорски състав
| Актьор           | Роля         |
| ---------------- | ------------ |
| Уил Смит         | Оскар        |
| Робърт Де Ниро   | Дон Лино     |
| Рене Зелуегър    | Анджи        |
| Джак Блек        | Лени         |
| Анджелина Джоли  | Лола         |
| Мартин Скорсезе  | Сайкс        |
| Зиги Марли       | Ърни         |
| Дъг Е. Дъг       | Бърни        |
| Майкъл Империоли | Франки       |
| Винсънт Пасторе  | Лука         |
| Питър Фолк       | Дон Фейнбърг |
| Кейти Корик      | Кейти Кърент |

## В България
В България филмът е пуснат по кината на 18 февруари 2005 г. от Съни Филмс.
На 6 юли 2005 г. е издаден на VHS и DVD от Прооптики България.
На 8 декември 2007 г. е излъчен за първи път по bTV.
На 10 юли 2010 г. се излъчва по Нова телевизия до 2012 г.
На 13 март 2022 г. се излъчва и по FOX.